# Houtem (Veurne)
Houtem (fr. Houthem, vls. Outem) – dzielnica (deelgemeente) miasta Veurne w Belgii, w Regionie Flamandzkim, w prowincji Flandria Zachodnia, w okręgu Veurne. 1 stycznia 2020 roku liczyła 674 mieszkańców. Do 31 grudnia 1970 samodzielna gmina. Leży przy granicy z Francją. 

## Demografia
Liczba mieszkańców, stan na 1 stycznia:
| Rok                | 1930 | 1961 | 2020 |
| ------------------ | ---- | ---- | ---- |
| Liczba mieszkańców | 1204 | 1030 | 674  |